# Altissimo (gemeente)
Altissimo is een gemeente in de Italiaanse provincie Vicenza (regio Veneto) en telt 2297 inwoners (31-12-2004). De oppervlakte bedraagt 15,0 km², de bevolkingsdichtheid is 153 inwoners per km².
De volgende frazioni maken deel uit van de gemeente: Campanella, Molino.

## Demografie
Altissimo telt ongeveer 826 huishoudens. Het aantal inwoners steeg in de periode 1991-2001 met 22,8% volgens cijfers uit de tienjaarlijkse volkstellingen van ISTAT.
| Jaar | Inwoneraantal |
| ---- | ------------- |
| 1991 | 1843          |
| 2001 | 2263          |

## Geografie
Altissimo grenst aan de volgende gemeenten: Brogliano, Crespadoro, Nogarole Vicentino, Recoaro Terme, San Pietro Mussolino, Valdagno, Vestenanova (VR).